# Wilfrid Laurier
Henri Charles Wilfrid Laurier (20. listopad 1841 – 17. únor 1919) byl kanadský politik, sedmý premiér Kanady a první frankofonní. Svůj úřad zastával v letech 1896–1911, což ho činí čtvrtým nejdéle sloužícím kanadským ministerským předsedou. Byl člen Liberální strany Kanady, v jejímž čele stál v letech 1887–1919. Je považován za klíčovou postavu v procesu hledání dohody mezi frankofonní a anglofonní částí Kanady. Věřil, že Kanadu lze udržet jednotnou jen díky plné federalizaci a decentralizaci. Byl velkým propagátorem politiky kompromisu, který viděl jako jádro kanadské politické tradice, jako "pravé kanadství" ("true canadianism"). Byl též zastáncem zeslabení vlivu Britského impéria na Kanadu. Původní profesí byl právník. Jeho portrét je dnes na pětidolarové kanadské bankovce.